# Primavera nordica
Primavera nordica (The Trap) è un film muto del 1922 diretto da Robert Thornby e interpretato da Lon Chaney.
Il nome del produttore Irving Thalberg appare come soggettista.

## Produzione
Il film fu prodotto dall'Universal Film Manufacturing Company (con il nome A Universal Jewel). Venne girato al Yosemite National Park in California dal 22 agosto al 16 settembre 1921.

## Distribuzione
Distribuito dalla Universal Film Manufacturing Company, il film uscì nelle sale cinematografiche statunitensi il 9 maggio dopo una prima tenuta a New York il 6 maggio 1922. Riversato e masterizzato, è stato distribuito in DVD nel 2009 dalla Alpha Video in una versione di 46 minuti, insieme a Outside the Law.

### Date di uscita
- USA  6 maggio 1922 (New York, prima)
- USA	9 maggio 1922
- Finlandia	25 maggio 1924
- Portogallo	4 luglio 1924
- USA  28 aprile 2009  DVD

Alias
- A Armadilha  Portogallo
- Heart of a Wolf	UK